# Serravalle Sesia
Serravalle Sesia – miejscowość i gmina we Włoszech, w regionie Piemont, w prowincji Vercelli, w dolinie Valsesia w Alpach Pennińskich.
Według danych na rok 2004 gminę zamieszkiwały 5003 osoby, 250,2 os./km².